# Vilcas Huamán (provincie)
| Vilcas Huamán                                            | Vilcas Huamán                       |
| -------------------------------------------------------- | ----------------------------------- |
|                                                          |                                     |
| Harta localizării provinciei în cadrul regiunii Ayacucho |                                     |
| Informații generale                                      |                                     |
| Nume nativ                                               | Provincia de Vilcashuamán           |
| Țară                                                     | Peru                                |
| Regiune                                                  | Ayacucho                            |
| Fondare                                                  | 24 septembrie 1984                  |
| Primar                                                   | Rubén Obregón (2011-2014)           |
| - Capitală                                               | Vilcashuamán                        |
| - Suprafață totală                                       | 1178,16 km2                         |
| Cel mai înalt punct                                      | 3 482                               |
| - Districte                                              | 8                                   |
| Populație                                                |                                     |
| An recensământ                                           | 2005                                |
| - Totală                                                 | 23 600                              |
| - Densitate                                              | 20,03/km2                           |
| Fus orar                                                 | UTC-5                               |
| Sit web                                                  | http://www.munivilcashuaman.gob.pe/ |
| UBIGEO                                                   | 0311                                |
| Modifică text                                            |                                     |

Vilcas Huamán este una dintre cele unsprezece provincii din regiunea Ayacucho din Peru. Capitala este orașul Vilcashuamán. Se învecinează cu provinciile Huamanga, Sucre, Víctor Fajardo și Cangallo și cu regiunea Apurímac.

## Diviziune teritorială
Provincia este divizată în 8 districte (spaniolă: distritos, singular: distrito):
- Vilcas Huamán (Vilcashuamán)
- Accomarca (Accomarca)
- Carhuanca
- Concepción
- Huambalpa
- Independencia
- Saurama
- Vischongo (Vischongo)

## Grupuri etnice
Provincia este locuită în mare parte de către urmași ai populațiilor quechua. Quechua este limba care a fost învățată de către majoritatea populației (procent de 89,62%) în copilărie, iar 10,06% dintre locuitori au vorbit pentru prima dată spaniolă. (Recensământul peruan din 2007)